# Palacio de Justicia del Condado de Lapeer
El Palacio de Justicia del Condado de Lapeer (en inglés Lapeer County Courthouse) es un palacio de justicia del condado ubicado en Courthouse Square a lo largo de West Nepessing Street en Lapeer, una ciudad en el estado de Míchigan (Estados Unidos). Fue designado como Sitio Histórico del Estado de Míchigan el 17 de septiembre de 1957 y luego se agregó al Registro Nacional de Lugares Históricos el 3 de septiembre de 1971. Fue la primera propiedad en el condado de Lapeer que se incluyó en cualquiera de los registros.  

## Arquitectura

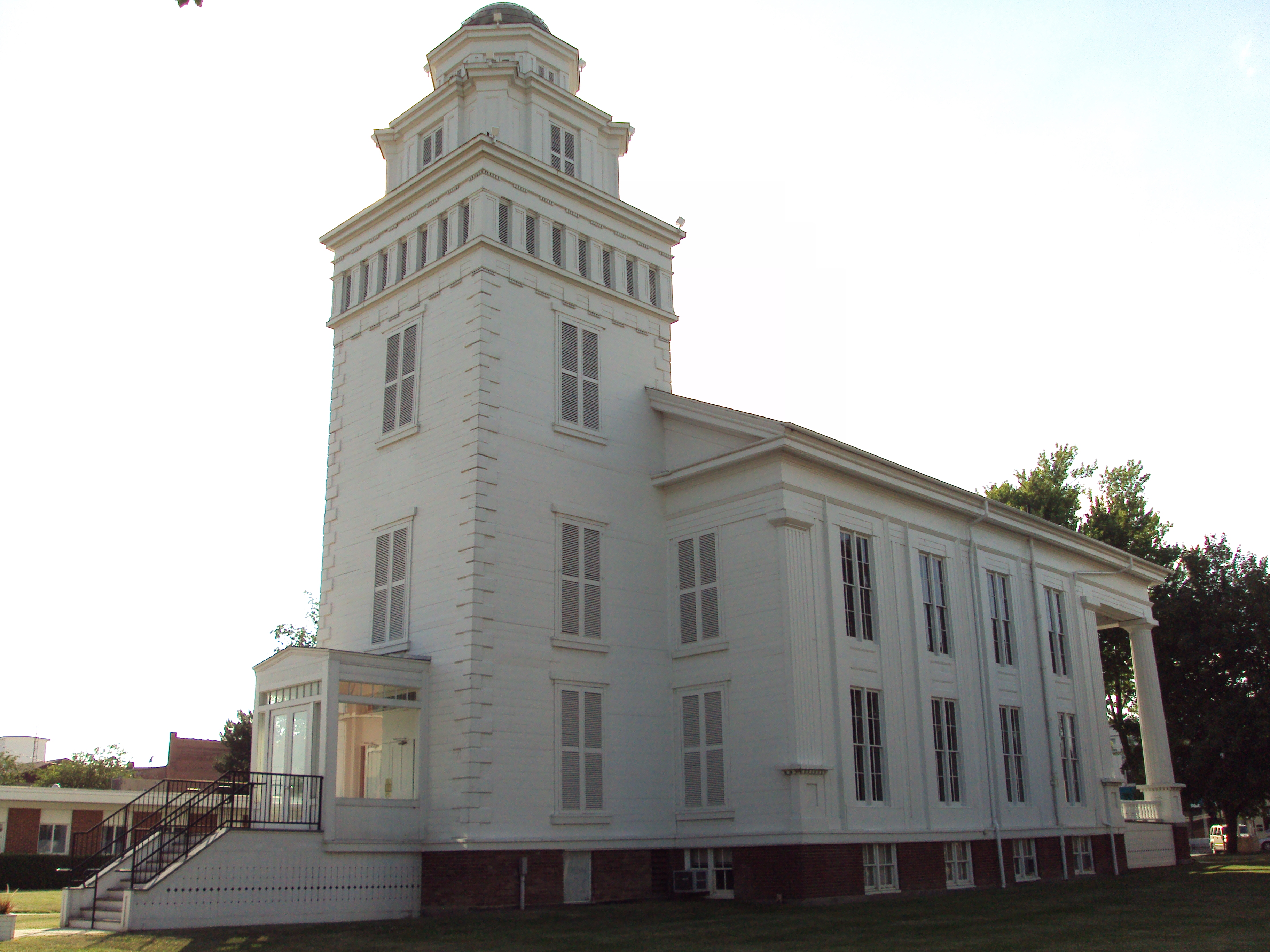
Vista posterior del palacio de justicia

Es una estructura rectangular de madera de dos pisos construida sobre una base elevada de estilo neogriego. En el interior, una sala del tribunal de circuito se encuentra en el segundo piso con sala de jurados; las oficinas administrativas están ubicadas en la planta baja; y los baños están ubicados en el sótano. El edificio también alberga una exhibición de la Sociedad Histórica del Condado de Lapeer con algunos muebles antiguos. Con espacio limitado, la estación de policía, el tribunal de sucesiones, la cárcel y varias otras oficinas y salas de audiencias ahora se encuentran detrás del palacio de justicia en un complejo más nuevo ubicado en 255 Clay Street.
Se encuentra entre los primeros de su tipo construidos en el estado. Es reconocida como la estructura de palacio de justicia original más antigua que todavía se utiliza en el estado de Míchigan y una de las 10 estructuras de este tipo más antiguas de todo el país. El condado de Lapeer se formó en 1822 y la ciudad de Lapeer se estableció como sede del condado en 1831. Se reconoce que la estructura se construyó por primera vez en 1839,  aunque esto representa una estructura anterior construida en el sitio. La fecha en el frontón indica 1846, que es la fecha en que se completó la estructura actual, habiendo sido iniciada el año anterior. Fue encargado por el representante estatal y senador estatal Alvin N. Hart, quien presionó con éxito para que Lapeer continuara sirviendo como sede del condado. Hart vendió la estructura a la Junta de Supervisores del condado de Lapeer por 4500 dólares en 1853. El primer Grange local en Míchigan se fundó en este sitio en 1872. Desde su construcción, la única alteración de la estructura se produjo cuando se cortaron tres puertas en el pórtico en 1938. 
Es propiedad de la Sociedad Histórica del Condado de Lapeer y está abierta para visitas durante eventos especiales. También se puede alquilar.